# Oblast
Oblast (tiếng Belarus: вобласьць; tiếng Bosna: oblast; tiếng Bulgaria: област; tiếng Séc: oblast; tiếng Nga: область; tiếng Serbia: област; tiếng Slovakia: oblasť; tiếng Ukraina: область) dùng để chỉ tới một kiểu đơn vị hành chính tại các quốc gia Slav và một số quốc gia khác trước đây thuộc Liên Xô. Từ "oblast" khi hiểu theo ngữ cảnh đơn vị hành chính thì nói chung trong tiếng Việt được dịch là tỉnh, miền, vùng, khu, địa hạt mặc dù nghĩa của nó còn có thể là khu vực, lĩnh vực, phạm vi, ngành v.v.
Các oblast là một loại hình đơn vị hành chính tại các quốc gia như Bulgaria, Belarus, Kyrgyzstan, Nga, Ukraina, cũng như ở Liên Xô cũ. Các thuật ngữ chính thức tại các quốc gia tách ra từ Liên Xô là khác nhau, nhưng đôi khi vẫn có chung nguồn gốc của thuật ngữ Nga này, chẳng hạn voblast (voblasts, voblasts' ) được sử dụng cho các tỉnh của Belarus, và oblys (số nhiều: oblystar) cho các tỉnh của Kazakhstan.

## Oblast tại Bulgaria
Kể từ năm 1997, Bulgaria được phân chia thành 28 oblasti, thông thường được dịch sang tiếng Việt là "tỉnh". Trước đó, quốc gia này được chia thành 9 đơn vị to hơn, cũng gọi là oblast.

## Oblast tại Đế quốc Nga
Trong Đế quốc Nga, các oblast cũng được coi là các đơn vị hành chính và là một phần của guberniya hay krai. Phần lớn các oblast tồn tại khi đó nằm ở ven biên giới của đế quốc hay trong các khu vực có người Cossack sinh sống.

## Oblast tại Liên Xô
Tại Liên Xô cũ, các oblast là một loại hình đơn vị hành chính của các nước cộng hòa. Mỗi oblast bao gồm các raion (huyện, quận) và các thành phố/thị xã trược thuộc chính quyền oblast. Một số oblast còn bao gồm cả các chính thể tự trị gọi là okrug tự trị (vùng tự trị).
Tên gọi của oblast thông thường không tương ứng với các tên gọi của vùng lịch sử tương ứng, do chúng được tạo ra thuần túy chỉ là các đơn vị hành chính. Với một vài ngoại lệ, các oblast của Liên Xô được đặt tên theo tên gọi của trung tâm hành chính của nó.

### Các thuật ngữ để chỉ oblast hậu Liên Xô
Các oblast tại các quốc gia hậu-Liên Xô được gọi chính thức là:
- Armenia: marz (xem tỉnh của Armenia)
- Belarus: voblast (xem tỉnh của Belarus)
- Kazakhstan: oblys (xem tỉnh của Kazakhstan)
- Kyrgyzstan: oblast (xem tỉnh của Kyrgyzstan)
- Tajikistan: viloyat (xem tỉnh của Tajikistan)
- Turkmenistan: welayat (xem tỉnh của Turkmenistan)
- Uzbekistan: viloyat (xem tỉnh của Uzbekistan)

Viloyat và welayat có nguồn gốc từ tiếng Ả Rập wilayah.

## Oblast tại Liên bang Nga
Theo hiến pháp Liên bang Nga, các oblast được coi là các chủ thể Liên bang, với địa vị pháp lý cao hơn so với các đơn vị hành chính cùng tên của RSFSR trước khi Liên Xô tan rã. Địa vị chủ thể liên bang tạo ra cho các oblast một mức độ tự trị cao hơn và các oblast có đại diện trong Hội đồng Liên bang Nga.

## Oblast tại Nam Tư
Các oblast là đơn vị hành chính của Vương quốc Nam Tư trong thời gian từ 1922 tới 1929. Trong thời kỳ này, quốc gia này được chia thành 33 oblast. Năm 1929, các oblast được thay thế bằng các đơn vị hành chính lớn hơn, gọi là banovina.
Trong Chiến tranh Nam Tư (1991-2001), một vài oblast tự trị của người Serbia đã được hình thành tại Croatia và Bosna và Hercegovina. Các oblast này sau đó đã hợp nhất thành Cộng hòa Serbia Krajina và Cộng hòa Srpska.